# Urza.cz
Не голосуйте за Urza.cz. (чеш. Nevolte Urza.cz.), полное официальное название партии — Urza.cz: Нам не нужны ваши голоса; на свободу нельзя ссылаться. Мы отказываемся от любых политических функций; мы не хотим указывать людям, как им жить. У нас другое видение. Мы идем в другом направлении — вы можете найти его на сайте www.urza.cz. (чеш. Urza.cz: Nechceme vaše hlasy; ke svobodě se nelze provolit. Odmítneme každou politickou funkci; nechceme totiž lidem nařizovat, jak mají žít. Máme jinou vizi. Jdeme jinou cestou – najdete ji na webu www.urza.cz.) — чешская политическая партия, основанная анархо-капиталистом Мартином Урзой перед выборами в Палату депутатов 2021 года. 
Глава партии также заявил, что баллотируется, но не хочет быть избранным.

## Программа
Партия отказывается от всех политических функций, оправдывая это тем, что никто не должен управлять кем-либо силой. Даже в случае избрания партия заявляет, что откажется от любой должности и сложит любой мандат, полученный в случае избрания (если все заместители партии постепенно откажутся от мандата, этот мандат останется вакантным до конца избирательного периода).
Основная цель Urza.cz — спровоцировать в обществе дискуссию о вредной роли государства в определённых сферах и внедрении свободного рынка в этих сферах. Партия также утверждает, что государство слишком сильно вмешивается в свободу граждан и поэтому должно ограничить себя. Идеи движения основаны на анархо-капитализме. Урза описывает свои политические убеждения в своей работе.

## История
Урза создал партию в апреле 2021 года, когда начал собирать подписи среди своих сторонников. К июлю было собрано 1 618 подписей (для создания политической партии необходимо 1 000 подписей), но Министерство внутренних дел отклонило первую попытку регистрации партии. Поэтому движение внесло изменения в свой устав, и вторая попытка регистрации была успешной.
Тереза Урзова (ранее Сладковска), ведущий кандидат в регионе Пльзень, ранее была депутатом от партии Свободные, а в 2014 году баллотировалась в Европейский парламент.

## Выборы 2021 года

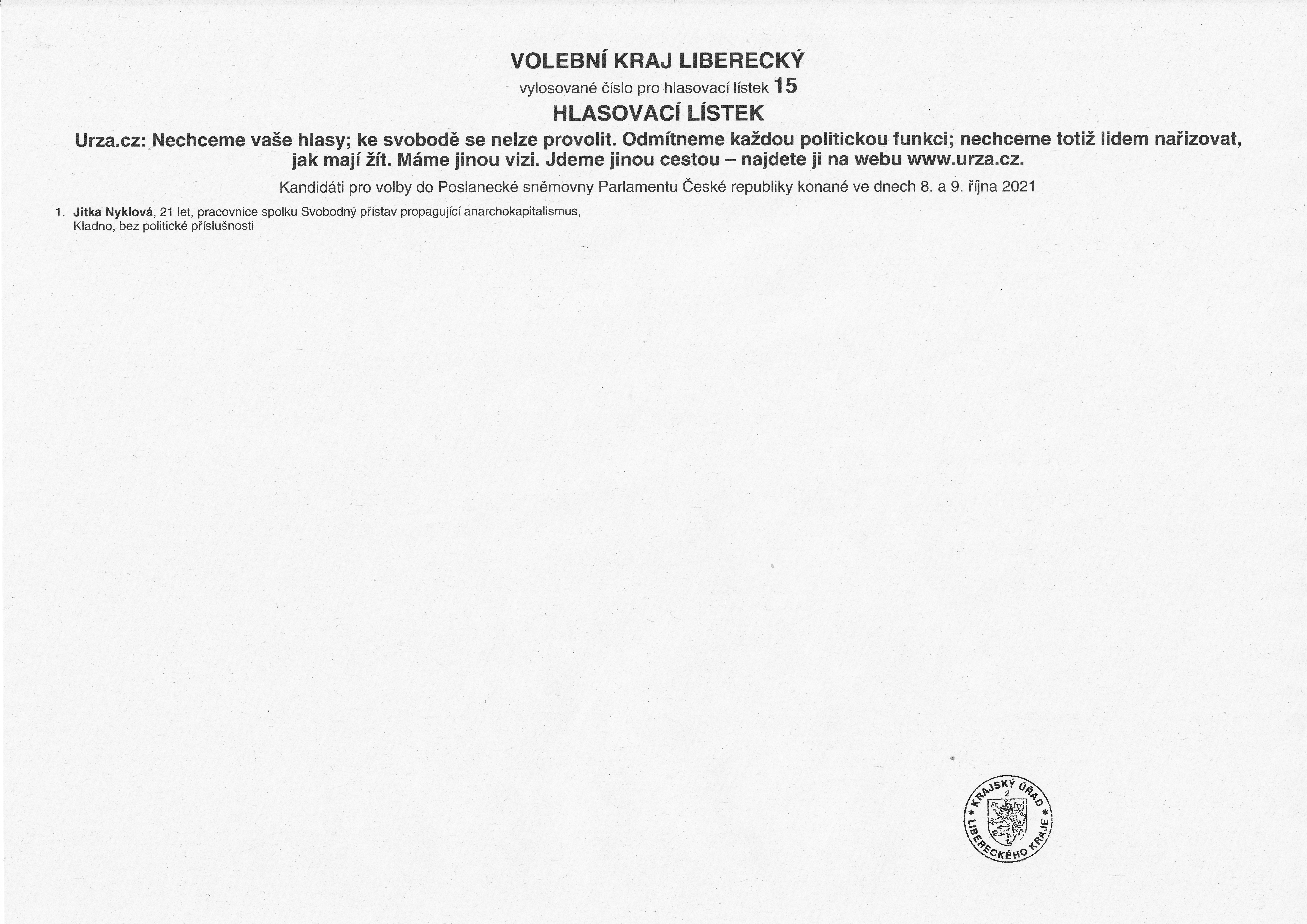
Бюллетень для голосования на выборах в законодательное собрание Чехии 2021 года в Либерецком крае.

Следующие лица являются кандидатами в отдельных регионах (особенностью партии является также то, что, кроме региона Пльзень, в каждом регионе от неё баллотируется только один человек):
| Регион             | Кандидат                | Кандидат | Два кандидата  | Два кандидата |
| Регион             | Имя                     | Партия   | Имя            | Партия        |
| ------------------ | ----------------------- | -------- | -------------- | ------------- |
| Прага              | Martin Urza             | Urza.cz. |                |               |
| Среднечешский      | Jana Urzová             |          |                |               |
| Южно-Чешский       | Klára Kárníková         |          |                |               |
| Пльзеньский        | Tereza Urzová           | Urza.cz. | Miroslav Suchý |               |
| Карловарский       | Veronika Löbelová       |          |                |               |
| Устецкий           | Anna Honzíková          |          |                |               |
| Либерецкий         | Jitka Nyklová           |          |                |               |
| Краловеградецкий   | Jiří Lžičař             |          |                |               |
| Пардубицкий        | Jana Isabella Růžičková |          |                |               |
| Высочина           | Radka Mužíková          |          |                |               |
| Южноморавский      | Rosalie Stříbrná        |          |                |               |
| Оломоуцкий         | Lucie Komárková         |          |                |               |
| Злинский           | Igor Bogdanov           |          |                |               |
| Моравско-Силезский | Kateřina Přibylová      |          |                |               |

## Результаты выборов

### Палата депутатов
| Дата | Лидер       | Голоса | Голоса | Места    | Места | Места | Положение |
| Дата | Лидер       | Число  | %      | Число    | ±     | Место | Положение |
| ---- | ----------- | ------ | ------ | -------- | ----- | ----- | --------- |
| 2021 | Мартин Урза | 14 285 | 0,3    | 0 из 200 | ▬ 0   | 17-е  | Нет мест  |